# Kotlina Chodelska
Kotlina Chodelska (343.14) – mezoregion fizycznogeograficzny we wschodniej Polsce, w zachodniej części Wyżyny Lubelskiej.

## Położenie
Kotlina Chodelska ma kształt trójkąta i graniczy od północnego wschodu z Równiną Bełżycką, od południa ze Wzniesieniami Urzędowskimi, a od zachodu z Małopolskim Przełomem Wisły.

## Pochodzenie i forma terenu
Region jest obniżeniem wypreparowanym w mało odpornych marglach kredowych o łagodnie nachylonych stokach. Kotlina Chodelska osiąga wysokość od 130 do 180 m n.p.m. Dno kotliny wypełniają czwartorzędowe piaski (wydmy). Południową część regionu stanowi martwa zatorfiona dolina, oddzielona od rzeki Chodelki wałem.
Największą rzeką jest Chodelka.

## Wykorzystanie gospodarcze
Zachodnia część kotliny jest zalesiona, z rozległymi stawami. Kotlina Chodelska jest regionem rolniczym z dość rozwiniętym przemysłem rolnospożywczym (przetwórstwo owoców i warzyw, mleczarnie, dawniej także cukrownie).

## Miasta
Głównymi miastami mezoregionu są Opole Lubelskie i Poniatowa, ponadto wieś gminna Chodel.